# Wellington Phoenix FC
Wellington Phoenix Football Club er en professionel fodboldklub fra Wellington, New Zealand. Klubben spiller i Football Federation of Australia A-League. Ricki Herbert var træner siden klubbens start i A-League i august 2007 men i 2013 tog Ernie Merrick over. Den nuværende anfører er Andrew Durante. Klubbens højeste indsats har været at nå A-League Preliminary Final i 2010.
- Wikimedia Commons har flere filer relateret til Wellington Phoenix FC

41°16′23″S 174°47′10″Ø / 41.2731°S 174.786°Ø